# Super Morph
Super Morph är ett pusselspel från 1993, utvecklat av Millennium Entertainment.

## Handling
Man styr en liten blob som kan anta skepnaden av ett flygande moln, ett klot som kan krossa stenblock, en slemklump som kan släcka bränder och sjunka genom block samt en studsboll.

### Fotnoter
1. ↑  ”Super Morph” (på svenska). Super Power (Solna) (1 1995). januari 1995. Läst 24 april 2014.